# Ngultrum
Ngultrum (cod ISO 4217: BTN) (Dzongkha: དངུལ་ཀྲམ, prescurtat: Nu) este unitatea monetară a Regatului Bhutan din anul 1974. Este subdivizată în 100 chhertum, prescurtat: Ch (numit chetrums pe monede până în anul 1979).

## Bancnote
Există bancnote cu valori nominale de 5 Nu, 10 Nu, 20 Nu, 50 Nu, 100 Nu și 500 Nu. Nu se mai emit bancnote cu valori nominale de 1 Nu și de 2 Nu.

### Galerie

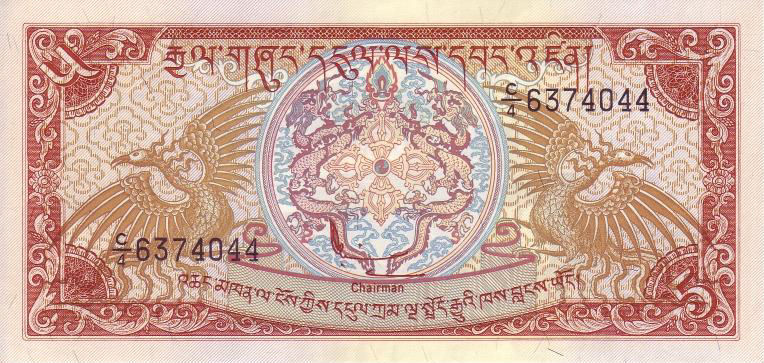
Avers al bancnotei de 5 Ngultrum
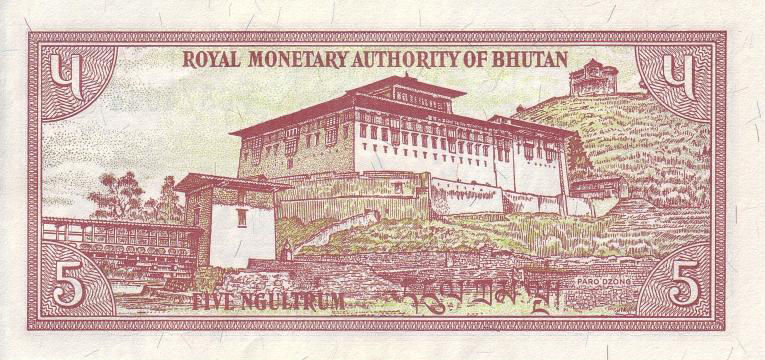
Revers al bancnotei de 5 Ngultrum
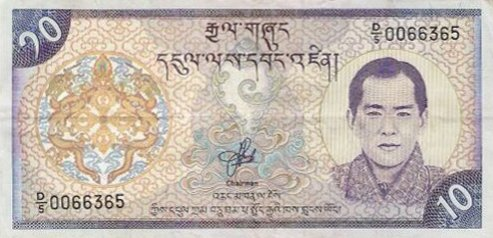
Avers al bancnotei de Ngultrum
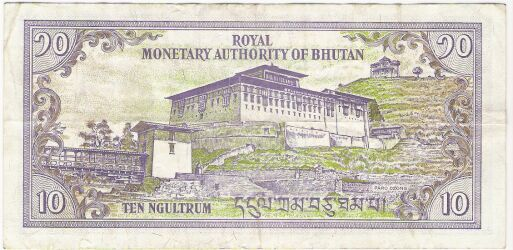
Revers al bancnotei de 10 Ngultrum
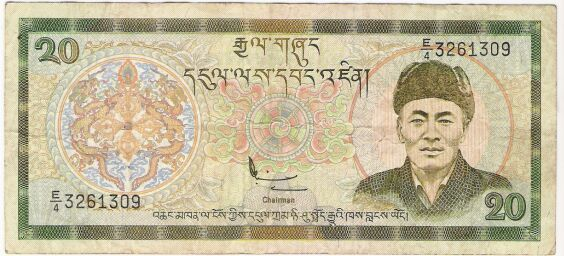
Avers al bancnotei de 20 Ngultrum
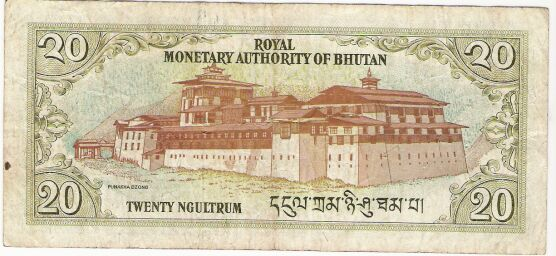
Revers al bancnotei de 20 Ngultrum
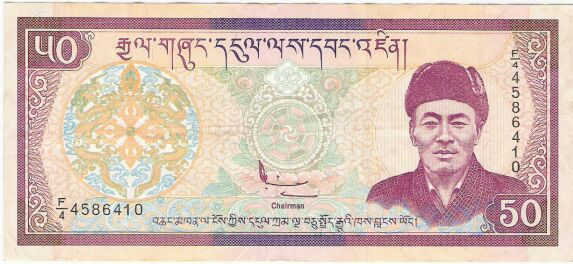
Avers al bancnotei de 50 Ngultrum
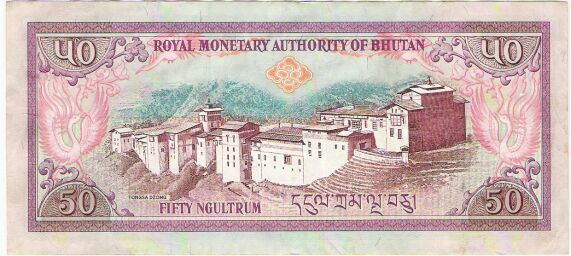
Revers al bancnotei de 50 Ngultrum
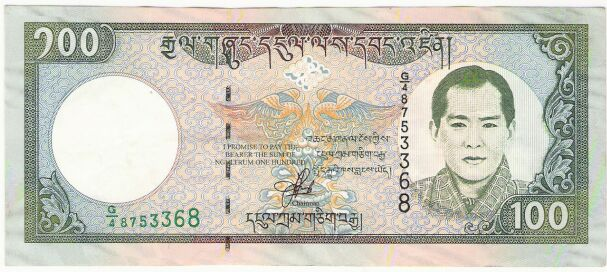
Avers al bancnotei de 100 Ngultrum
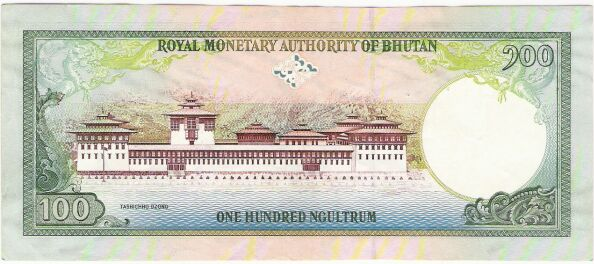
Revers al bancnotei de 100 Ngultrum

## Monede metalice
Există monede metalice cu valori nominale de 5 Ch, 10 Ch, 25 Ch, 50 Ch și 1 Nu.
Ngultrum este la paritate cu rupia indiană.